# ITF Women’s World Tennis Tour 2019 (Januar–März)
In den folgenden Tabellen werden die Tennisturniere des ersten Quartals der ITF Women’s World Tennis Tour 2019 dargestellt.

## Turnierplan
| Kategorien            | Kategorien           |
| World Tennis Tour 25+ | World Tennis Tour 15 |
| --------------------- | -------------------- |
| W100                  | —                    |
| W80                   | —                    |
| W60                   | —                    |
| W25                   | —                    |
| —                     | W15                  |

### Januar
| Datum 1 | Turnierort                                                                   | Siegerin Einzel                                                                      | Siegerinnen Doppel                          |
| ------- | ---------------------------------------------------------------------------- | ------------------------------------------------------------------------------------ | ------------------------------------------- |
| 31.12.  | Playford City                                                                | Anna Kalinskaja                                                                      | Giulia Gatto-Monticone Anastasia Grymalska  |
| 31.12.  | Hongkong                                                                     | Darija Lopatezka                                                                     | Michaëlla Krajicek Barbora Štefková         |
| 07.01.  | Hongkong                                                                     | Darija Lopatezka                                                                     | Chen Pei-hsuan Wu Fang-hsien                |
| 07.01.  | Fort-de-France, Martinique                                                   | Vladica Babić                                                                        | Eleni Kordolaimi Alice Tubello              |
| 07.01.  | Monastir                                                                     | Anastassija Komardina                                                                | Karolína Beránková Taissija Patschkalewa    |
| 14.01.  | Petit-Bourg, Guadeloupe                                                      | Urszula Radwańska                                                                    | Quinn Gleason Luisa Stefani                 |
| 14.01.  | Singapur                                                                     | Ankita Raina                                                                         | Quirine Lemoine Arantxa Rus                 |
| 14.01.  | Daytona Beach                                                                | Anna Bondár                                                                          | Anna Bondár Ulrikke Eikeri                  |
| 14.01.  | Monastir                                                                     | Anastassija Komardina                                                                | İpek Soylu Zhang Ying                       |
| 14.01.  | Antalya                                                                      | İpek Öz gegen Zhibek Kulambayeva Wegen schlechtem Wetter wurde das Finale gestrichen | Kanako Morisaki Ayaka Okuno                 |
| 21.01.  | Burnie Caterpillar Burnie International 2019/Damen                           | Belinda Woolcock                                                                     | Ellen Perez Arina Rodionova                 |
| 21.01.  | Andrézieux-Bouthéon                                                          | Rebecca Šramková                                                                     | Cornelia Lister Renata Voráčová             |
| 21.01.  | Kasan                                                                        | Warwara Flink                                                                        | Vivian Heisen Hanna Posnichirenko           |
| 21.01.  | Singapur                                                                     | Zhu Lin                                                                              | Paige Hourigan Aldila Sutjiadi              |
| 21.01.  | Plantation                                                                   | Hailey Baptiste                                                                      | Hsieh Yu-chieh Lee Pei-chi                  |
| 21.01.  | Scharm asch-Schaich                                                          | Magali Kempen                                                                        | Magali Kempen Melanie Klaffner              |
| 21.01.  | Stuttgart-Stammheim                                                          | Laura-Ioana Andrei                                                                   | Laura-Ioana Andrei Julia Wachaczyk          |
| 21.01.  | Manacor                                                                      | Ioana Loredana Roșca                                                                 | Yvonne Cavalle-Reimers Rebeka Masarova      |
| 21.01.  | Monastir                                                                     | Mirjam Björklund                                                                     | Uljana Aisatulina Tamara Malešević          |
| 21.01.  | Antalya                                                                      | Turnier wegen schlechtem Wetter abgebrochen                                          | Turnier wegen schlechtem Wetter abgebrochen |
| 28.01.  | Midland Dow Tennis Classic 2019                                              | Catherine McNally                                                                    | Wolha Hawarzowa Walerija Sawinych           |
| 28.01.  | Launceston Neville-Smith Forest Products Launceston International 2019/Damen | Jelena Rybakina                                                                      | Chang Kai-chen Hsu Ching-wen                |
| 28.01.  | Jodhpur                                                                      | Miharu Imanishi                                                                      | Mana Ayukawa Haruka Kaji                    |
| 28.01.  | Scharm asch-Schaich                                                          | Simona Waltert                                                                       | Anastasia Dețiuc Oona Orpana                |
| 28.01.  | Manacor                                                                      | Marina Bassols Ribera                                                                | Claudia Hoste Ferrer Rebeka Masarova        |
| 28.01.  | Monastir                                                                     | Lou Brouleau                                                                         | Mary Closs Mu Shou na                       |
| 28.01.  | Antalya                                                                      | Wiktorija Dema                                                                       | Kanako Morisaki Ayaka Okuno                 |

### Februar
| Datum 1 | Turnierort                                                | Siegerin Einzel       | Siegerinnen Doppel                         |
| ------- | --------------------------------------------------------- | --------------------- | ------------------------------------------ |
| 04.02.  | Grenoble                                                  | Witalija Djatschenko  | Estelle Cascino Elixane Lechemia           |
| 04.02.  | Trnava                                                    | Lucie Hradecká        | Elena Bogdan Eliza Kostowa                 |
| 04.02.  | Scharm asch-Schaich                                       | Mayar Sherif          | Mariana Dražić Malene Helgo                |
| 04.02.  | Palmanova                                                 | Júlia Payola          | Joanna Garland Ania Hertel                 |
| 04.02.  | Monastir                                                  | Lara Michel           | Magdalena Hędrzak Marta Leśniak            |
| 04.02.  | Antalya                                                   | Yūki Naitō            | Cemre Anil Oana Georgeta Simion            |
| 11.02.  | Shrewsbury                                                | Witalija Djatschenko  | Arina Rodionova Yanina Wickmayer           |
| 11.02.  | Trnava                                                    | Isabella Schinikowa   | Laura-Ioana Andrei Anastasia Zarycká       |
| 11.02.  | Surprise                                                  | Sessil Karatantschewa | Cori Gauff Paige Hourigan                  |
| 11.02.  | Port Pirie                                                | Lulu Sun              | Valentina Ivanov Amber Marshall            |
| 11.02.  | Scharm asch-Schaich                                       | Anna Morgina          | Anna Morgina Laura Pigossi                 |
| 11.02.  | Schymkent                                                 | Kamilla Rachimowa     | Hjulnara Nasarowa Anna Ukolowa             |
| 11.02.  | Monastir                                                  | Marta Leśniak         | Miriam Bulgaru Cristina Ene                |
| 11.02.  | Antalya                                                   | Maryna Tschernyschowa | Karola Patricia Bejenaru Ioana Gaspar      |
| 18.02.  | Kyōto Shimadzu All Japan Indoor Tennis Championships 2019 | Ylena In-Albon        | Eri Hozumi Moyuka Uchijima                 |
| 18.02.  | Altenkirchen AK Ladies Open 2019                          | Ma Shuyue             | Cristina Bucsa Rosalie van der Hoek        |
| 18.02.  | Glasgow                                                   | Jessika Ponchet       | Lesley Kerkhove Anna Zaja                  |
| 18.02.  | Rancho Santa Fe                                           | Nicole Gibbs          | Hayley Carter Ena Shibahara                |
| 18.02.  | Perth                                                     | Lulu Sun              | Jennifer Elie Irina Ramialison             |
| 18.02.  | Nanchang                                                  | Lu Jiaxi              | Cao Siqi Zheng Wushuang                    |
| 18.02.  | Scharm asch-Schaich                                       | Magali Kempen         | Uljana Aisatulina Alina Silitsch           |
| 18.02.  | Schymkent                                                 | Darja Kruschkowa      | Jekaterina Kasionowa Anastassija Sacharowa |
| 18.02.  | Monastir                                                  | Mirjam Björklund      | Arianne Hartono Eva Vedder                 |
| 18.02.  | Antalya                                                   | Wiktorija Kan         | Gaia Sanesi Camilla Scala                  |
| 25.02.  | Mâcon                                                     | Myrtille Georges      | Lesley Kerkhove Bibiane Schoofs            |
| 25.02.  | Osaka                                                     | Ivana Jorović         | Robin Anderson Maegan Manasse              |
| 25.02.  | Moskau                                                    | Jelena Rybakina       | Sofja Lansere Jelena Rybakina              |
| 25.02.  | Nanchang                                                  | Lu Jiaxi              | Guo Hanyu Zheng Wushuang                   |
| 25.02.  | Scharm asch-Schaich                                       | Anastasia Dețiuc      | Mariana Dražić Linnéa Malmqvist            |
| 25.02.  | Monastir                                                  | Clara Tauson          | Loudmilla Bencheikh Lou Brouleau           |
| 25.02.  | Antalya                                                   | Wiktorija Kan         | Rina Saigō Yukina Saigō                    |

### März
| Datum 1 | Turnierort                                          | Siegerin Einzel        | Siegerinnen Doppel                         |
| ------- | --------------------------------------------------- | ---------------------- | ------------------------------------------ |
| 04.03.  | Mildura                                             | Naiktha Bains          | Alana Parnaby Alicia Smith                 |
| 04.03.  | Yokohama                                            | Greet Minnen           | Choi Ji-hee Han Na-lae                     |
| 04.03.  | Irapuato                                            | Astra Sharma           | Paige Hourigan Astra Sharma                |
| 04.03.  | Nanchang                                            | Zhang Ying             | Cao Siqi Guo Meiqi                         |
| 04.03.  | Scharm asch-Schaich                                 | Darija Snihur          | Angelina Gabujewa Shalimar Talbi           |
| 04.03.  | Amiens                                              | Rebeka Masarova        | Maëlys Bougrat Émeline Dartron             |
| 04.03.  | Tabarca                                             | Rosa Vicens Mas        | Silvia Njirić Julija Stamatowa             |
| 04.03.  | Antalya                                             | Maryna Tschernyschowa  | Wiktorija Dema Elena Milovanović           |
| 04.03.  | Carson                                              | Elizabeth Mandlik      | Rasheeda McAdoo Natasha Subhash            |
| 11.03.  | Shenzhen                                            | Clara Tauson           | Liang En-shuo Xun Fangying                 |
| 11.03.  | São Paulo                                           | Louisa Chirico         | Paula Cristina Gonçalves Luisa Stefani     |
| 11.03.  | Nishi-Tama                                          | Darija Lopatezka       | Haruna Arakawa Minori Yonehara             |
| 11.03.  | Kasan                                               | Jelena Rybakina        | Olga Doroschina Polina Monowa              |
| 11.03.  | Scharm asch-Schaich                                 | Hanna Kubarawa         | Melanie Klaffner Julia Wachaczyk           |
| 11.03.  | Gonesse                                             | Eléonora Molinaro      | Mathilde Armitano Elixane Lechemia         |
| 11.03.  | Cancún                                              | Lou Brouleau           | Emily Appleton María José Portillo Ramírez |
| 11.03.  | Tabarca                                             | Malene Helgo           | Vinciane Rémy Marie Temin                  |
| 11.03.  | Antalya                                             | Wiktorija Dema         | Caijsa Wilda Hennemann Melis Yasar         |
| 11.03.  | Arcadia                                             | Hanna Chang            | Brynn Boren Sarah Lee                      |
| 18.03.  | Canberra                                            | Destanee Aiava         | Naiktha Bains Tereza Mihalíková            |
| 18.03.  | Curitiba                                            | Jasmine Paolini        | Paula Cristina Gonçalves Luisa Stefani     |
| 18.03.  | Kōfu                                                | Lee Hua-chen           | Chang Kai-chen Hsu Ching-wen               |
| 18.03.  | Xiamen                                              | Clara Tauson           | Sun Xuliu Zhao Qianqian                    |
| 18.03.  | Scharm asch-Schaich                                 | Julia Wachaczyk        | Angelina Gabujewa Julia Wachaczyk          |
| 18.03.  | Le Havre                                            | Amanda Carreras        | Tayisiya Morderger Yana Morderger          |
| 18.03.  | Cancún                                              | Paige Hourigan         | Lou Brouleau Tess Sugnaux                  |
| 18.03.  | Tabarca                                             | Mirjam Björklund       | Oana Gavrilă Martina Spigarelli            |
| 18.03.  | Antalya                                             | Seone Mendez           | Darja Mischina Xenija Palkina              |
| 25.03.  | Croissy-Beaubourg Engie Open de Seine-et-Marne 2019 | Witalija Djatschenko   | Harriet Dart Lesley Kerkhove               |
| 25.03.  | Canberra                                            | Olivia Rogowska        | Alison Bai Jaimee Fourlis                  |
| 25.03.  | Campinas                                            | Danka Kovinić          | Danka Kovinić Laura Pigossi                |
| 25.03.  | Santa Margherita di Pula                            | Jil Teichmann          | Alena Fomina Walentina Iwachnenko          |
| 25.03.  | Kōfu                                                | Giulia Gatto-Monticone | Chang Kai-chen Hsu Ching-wen               |
| 25.03.  | Scharm asch-Schaich                                 | İpek Soylu             | Jacqueline Cabaj Awad İpek Soylu           |
| 25.03.  | Tel Aviv                                            | Corinna Dentoni        | Vlada Ekshibarova Darja Kruschkowa         |
| 25.03.  | Cancún                                              | Montserrat González    | Vladica Babić Paige Hourigan               |
| 25.03.  | Tabarca                                             | Darja Lodikowa         | Nicole Gadient Chiara Scholl               |
| 25.03.  | Antalya                                             | Seone Mendez           | Johana Marková Nika Radišić                |